# Antera

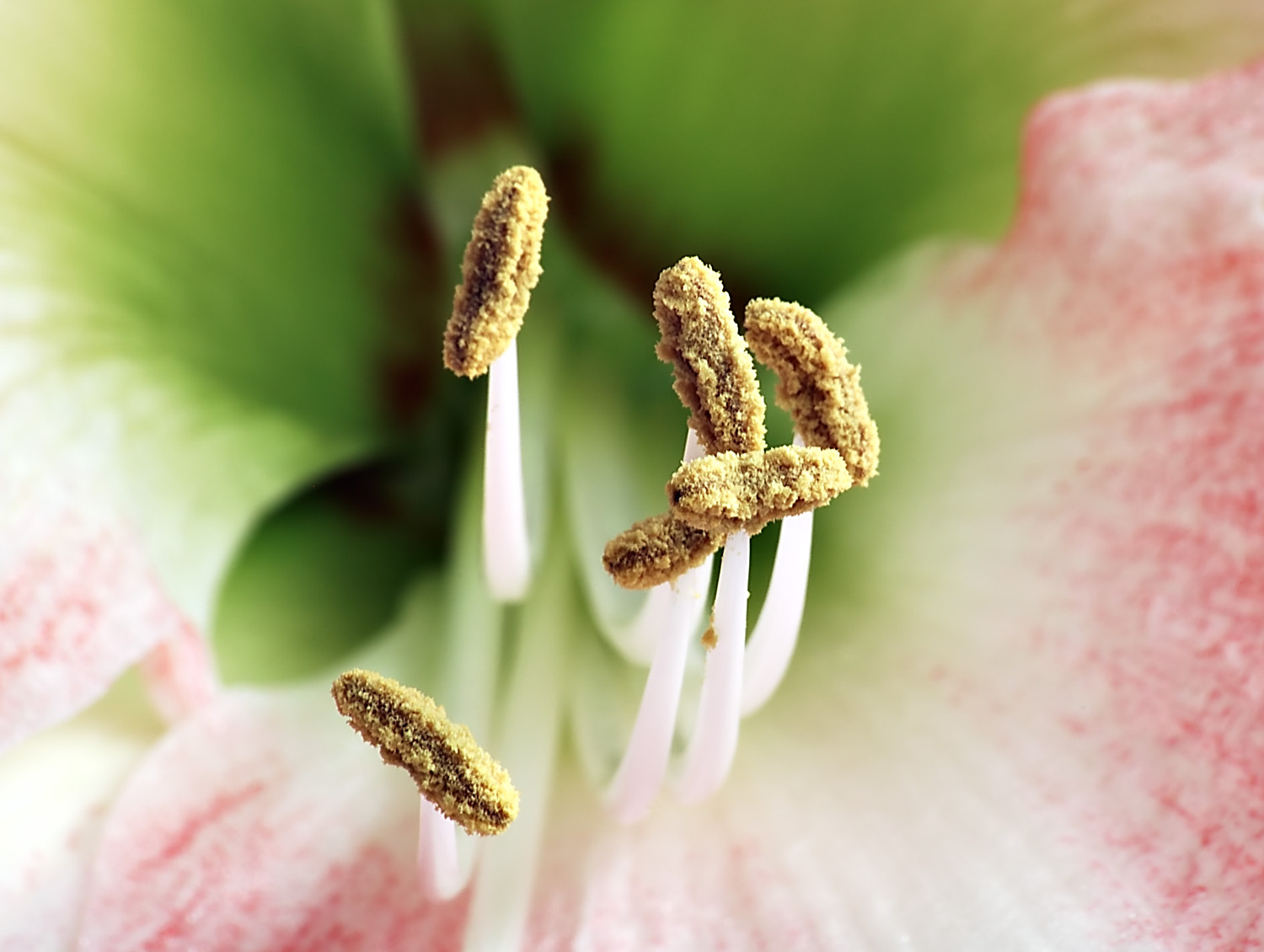
Stami di Hippeastrum terminanti con vistose antere cariche di polline

Le antère - al singolare antèra -  (dal greco antheros, 'fiorito') sono la parte terminale degli stami, gli organi sessuali maschili delle Angiosperme (o piante a fiore) e sono deputate alla produzione del polline.

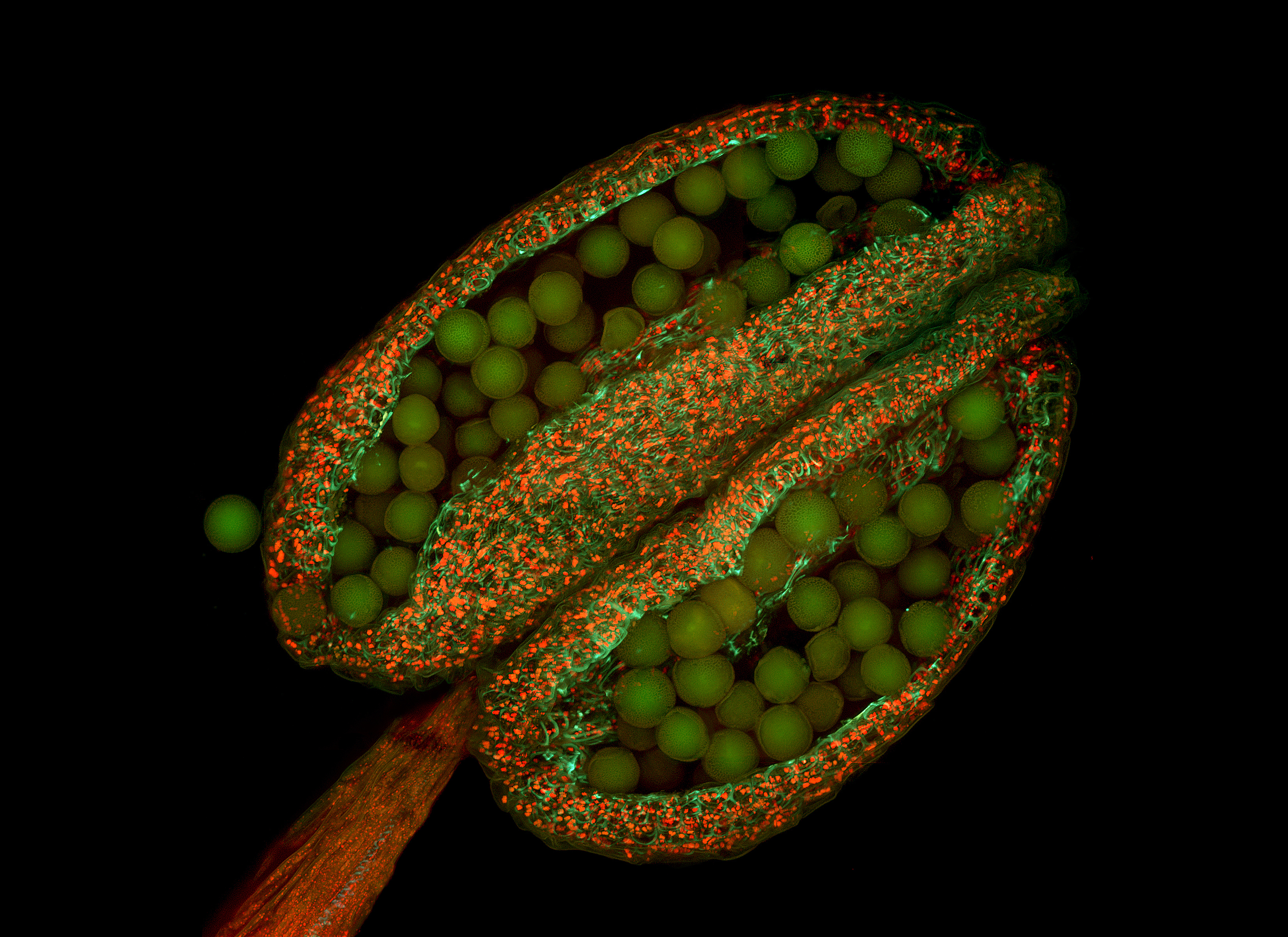
Antera di Arabidopsis thaliana con i suoi grani pollinici. Immagine realizzata in micrografia a fluorescenza.

Nello stame l'antera è accompagnata e sorretta da un peduncolo detto filamento.
L'antera è composta da due teche, ciascuna dotata di due sacche polliniche prima della maturità, numero costante nelle Angiosperme. Si aprono, solitamente per deiscenza, per diffondere i granuli di polline all'esterno. 
È una struttura omologa al microsporangio (la struttura che forma i gameti maschili) in altri cladi.

## Anatomia

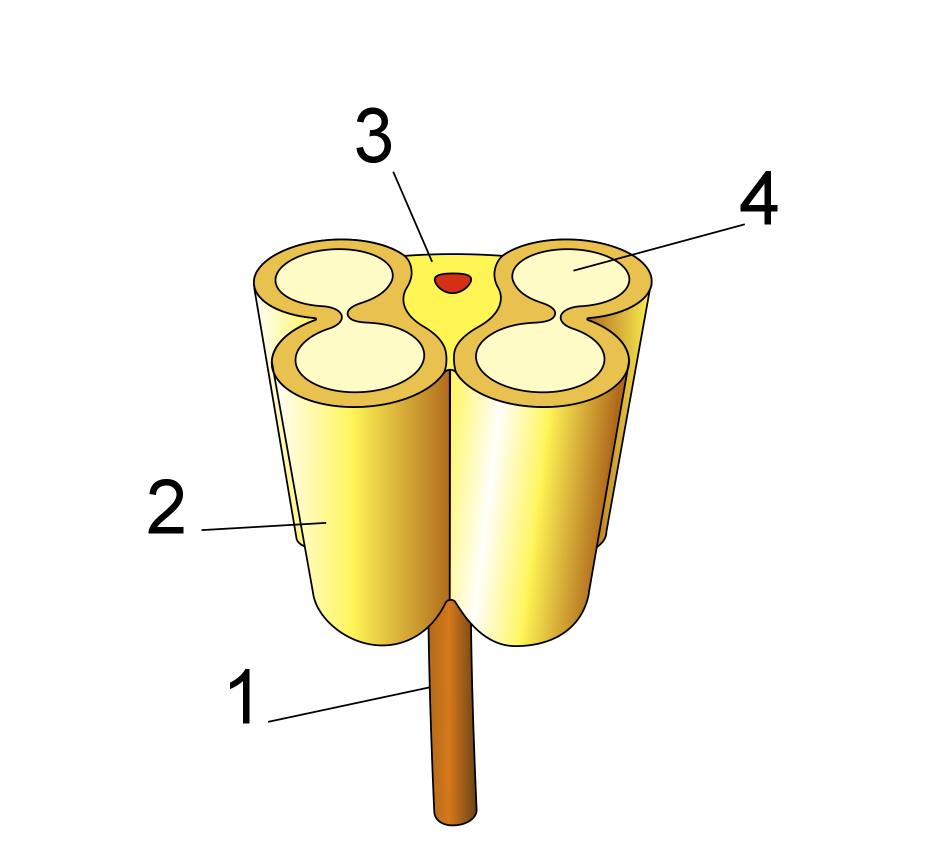
Schema della sezione trasversale di un'antera. 1: Filamento; 2: Teca; 3: Connettivo (i vasi conduttori sono segnati in rosso); 4: Sacca pollinica (o sporangio maschile).

L'antera è formata da due teche, unite da tessuto connettivo. Ciascuna teca dà origine a due sacche polliniche che rappresentano i microsporangi, entro i quali si differenziano per meiosi le microspore aplodi. Da ognuna di queste si formerà poi, attraverso un processo noto come microgametogenesi, il granulo pollinico, ovvero il gametofito maschile.

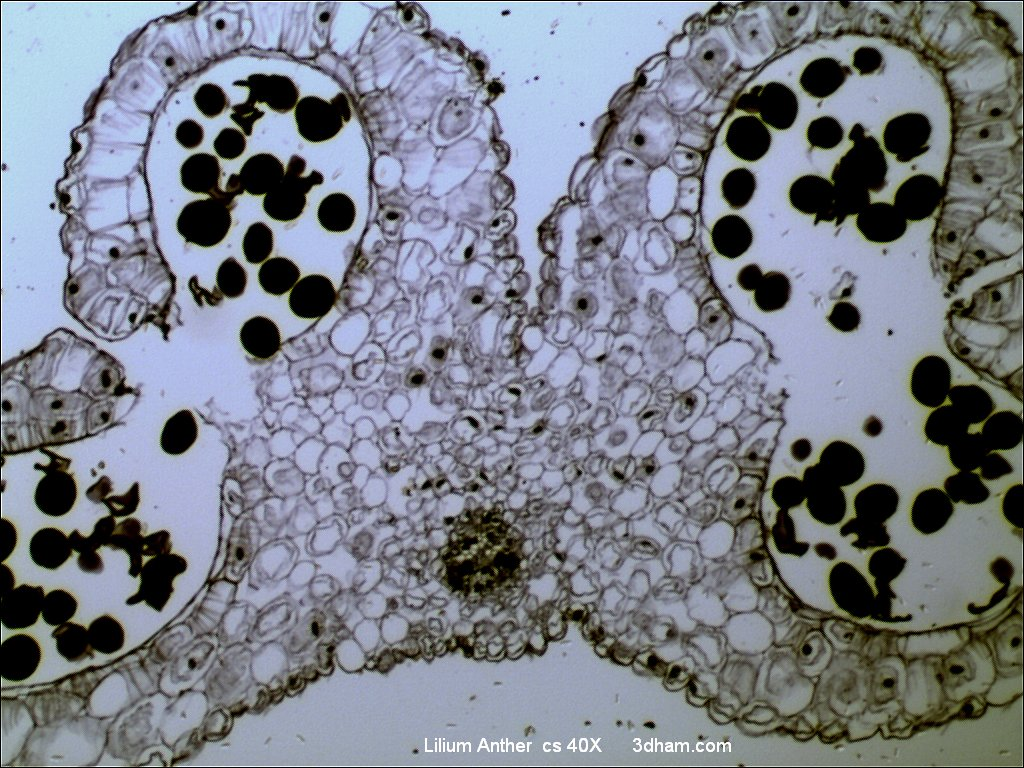
Antera matura, le due sacche polliniche di ciascuna loggia si sono fuse e il polline è pronto per essere liberato.

Nella sezione trasversale di un'antera giovane, si possono osservare dall'esterno verso l'interno i seguenti strati:
1. Epidermide (o esotecio), sottile e continua.  A volte può rompersi o autocollassare o interrompersi.
2. Tessuto meccanico (o endotecio): strato fibroso sopra i bordi esterni dei sacchi pollinici. A volte continua nel connettivo.
3. Da 2 a 4 strati parietali di cellule parenchimatiche, che presto spariscono schiacciate, o degenerano rapidamente.
4. Tappeto o tessuto nutritivo.
5. Tessuto sporigeno (o archesporio): costituisce ogni sacca pollinica. Le cellule del tessuto sporigeno formano tramite divisioni mitotiche le cellule madri del polline, cellule abbastanza grandi, con nucleo voluminoso che per meiosi formeranno il polline.

Le antere si saldano al filamento mediante un tessuto sterile (ovvero senza funzione direttamente riproduttiva) detto connettivo.
In base al punto d'inserzione, vengono indicate con vari nomi:
- basifisse, se inserite per la base sul filamento
- dorsifisse, se inserite per il dorso
- apicifisse se inserite per l'apice
- ventrifisse, se inserite per la parte ventrale

## Deiscenza
L'antera è una struttura deiscente, vale a dire che ogni sacca pollinica in genere si apre spontaneamente con una deiscenza (taglio) longitudinale, attraverso la quale esce il suo contenuto, il polline.
La deiscenza si produce grazie all'endotecio, le cui cellule presentano pareti ingrossate in modo diseguale, con filetti lignificati più ampi verso il lato interno della cellula, dove si uniscono fra loro, mentre si assottigliano verso il lato esterno. Per questa ragione, con la disidratazione delle cellule, queste si accorciano tangenzialmente, originando tensioni che conducono all'apertura dell'antera.
La loro apertura può essere varia, ad esempio apicale trasversale, longitudinale.
Nelle Liliaceae le antere sono particolarmente grandi e facilmente osservabili (Lilium, Hemerocallis).